# Rien à perdre (film, 1997)
Pour les articles homonymes, voir Rien à perdre.
Pour plus de détails, voir Fiche technique et Distribution.
Rien à perdre (Nothing to Lose) est un film américain du réalisateur Steve Oedekerk sorti en 1997.

## Synopsis
En rentrant chez lui, Nick Beam découvre que sa femme le trompe apparemment avec son patron Philip Barlow ; Nick va alors décider de se venger de ce dernier, avec l’aide du voyou T-Paul rencontré en chemin : connaissant la faiblesse du système de sécurité de l'entreprise, il dérobe une forte somme d'argent en liquide. Mais il découvre qu'il s'est trompé au sujet de sa femme, il remet alors l'argent dans le coffre avant que quelqu'un ne s'aperçoive de sa disparition.

## Fiche technique
- Titre : Rien à perdre
- Titre original : Nothing to Lose
- Réalisation : Steve Oedekerk
- Producteurs : Martin Bregman Michael Bregman Dan Jinks
- Genre : comédie
- Durée : 98 minutes
- Dates de sortie :
  - États-Unis : 18 juillet 1997
  - France : 19 novembre 1997

## Distribution
- Martin Lawrence (VF : Pascal Légitimus - VQ : Pierre Auger) : Terrence Paul Davidson
- Tim Robbins (VF : Emmanuel Jacomy - VQ : Benoît Rousseau) : Nick Beam
- Giancarlo Esposito (VF : Greg Germain - VQ : Bernard Fortin) : Charlie Dunt
- John C. McGinley (VF : Olivier Granier - VQ : Éric Gaudry) : David « Rig » Lanlow
- Kelly Preston (VF : Dominique Westberg - VQ : Johanne Garneau) : Ann Beam
- Michael McKean (VF : Philippe Catoire) : Phillip Barrow
- Rebecca Gayheart (VF : Rafaèle Moutier - VQ : Charlotte Bernard) : Danielle